# Jacob de Punder
Jacob de Punder ou Jacques de Poindre (Malines, 1527 – Danemark, ca. 1570) est un peintre flamand.

## Biographie
Jacob de Punder est né à Malines en 1527.
Punder a été l'élève du peintre de Malines Marcus Willems (1527-1561), lequel l'avait été de Michiel Coxcie, l'un des principaux peintres romanistes de Flandre qui avaient permis d'y introduire la peinture de la Renaissance italienne. Willems s'est par ailleurs marié avec la sœur de Punder, Katharina.
De Punder se marie lui avec Barbara Verhulst, sœur de Lysbeth Verhulst, la première épouse du peintre et graveur Hubert Goltzius,. De Punder et Goltzius ont parfois collaboré pour des commandes qu'a reçues Goltzius.
Jacob de Punder est en 1559 le maître d'un certain Willem de Vos de Malines,.
Il travaille à Leipzig en 1570 avant de s'installer au Danemark, où il meurt vers 1570.

## Œuvre et conservation
Carel van Mander décrit De Punder comme un peintre de portraits,. Seules trois peintures lui sont attribuées avec certitudes, toutes des portraits.
Le Walters Art Museum en conserve deux, datés de 1543 : Portrait de l'abbé Nicholas à Spira et Portrait de saint Nicolas. Au dos des toiles, on voit des traces d'essai de réalisation d'une Annonciation d'encadrement, avec l'archange Gabriel sur une toile et la Vierge sur l'autre. Les tableaux font originellement partie d'un retable polyptyque, l'Annonciation formant une scène unifiée à l'extérieur des battants quand le retable est refermé.
Les panneaux sont couverts d'une peinture centrale, peut-être une Vierge avec l'Enfant. Le retable est une commande de Nicholas à Spira (1510-1568), abbé de l'ordre des Prémontrés à Grimbergen, dans les Flandres. Le fait de représenter saint Nicolas à côté de son homonyme vivant l'abbé dans des costumes d'église similaires confère à ce dernier une grande dignité. L'autel a été placé dans l'abbaye, avant que celle-ci soit détruite en 1566 lors de la Furie iconoclaste de 1566 ; le retable a néanmoins survécu. Pendant les campagnes anticléricales des années 1790 suivant la Révolution française, il a visiblement été démantelé, probablement pour séparer les portraits du panneau central, qui a certainement été détruit,.
Le Fries Museum (en) conserve un Portrait de Viglius van Aytta (1564), attribué à De Punder. Il représente l'homme d'État Viglius van Aytta comme chancelier de l'ordre de la Toison d'or.
Un Portrait d'Emmanuel Philibert, duc de Savoie de Jacob de Punder (identifié comme « Jaques Pindar »), représentant Emmanuel-Philibert de Savoie, était dans la collection de John Lumley, 1er baron Lumley, selon les inventaires de Lumley (en). Mais la peinture est désormais perdue.

Œuvres de Jacob de Punder
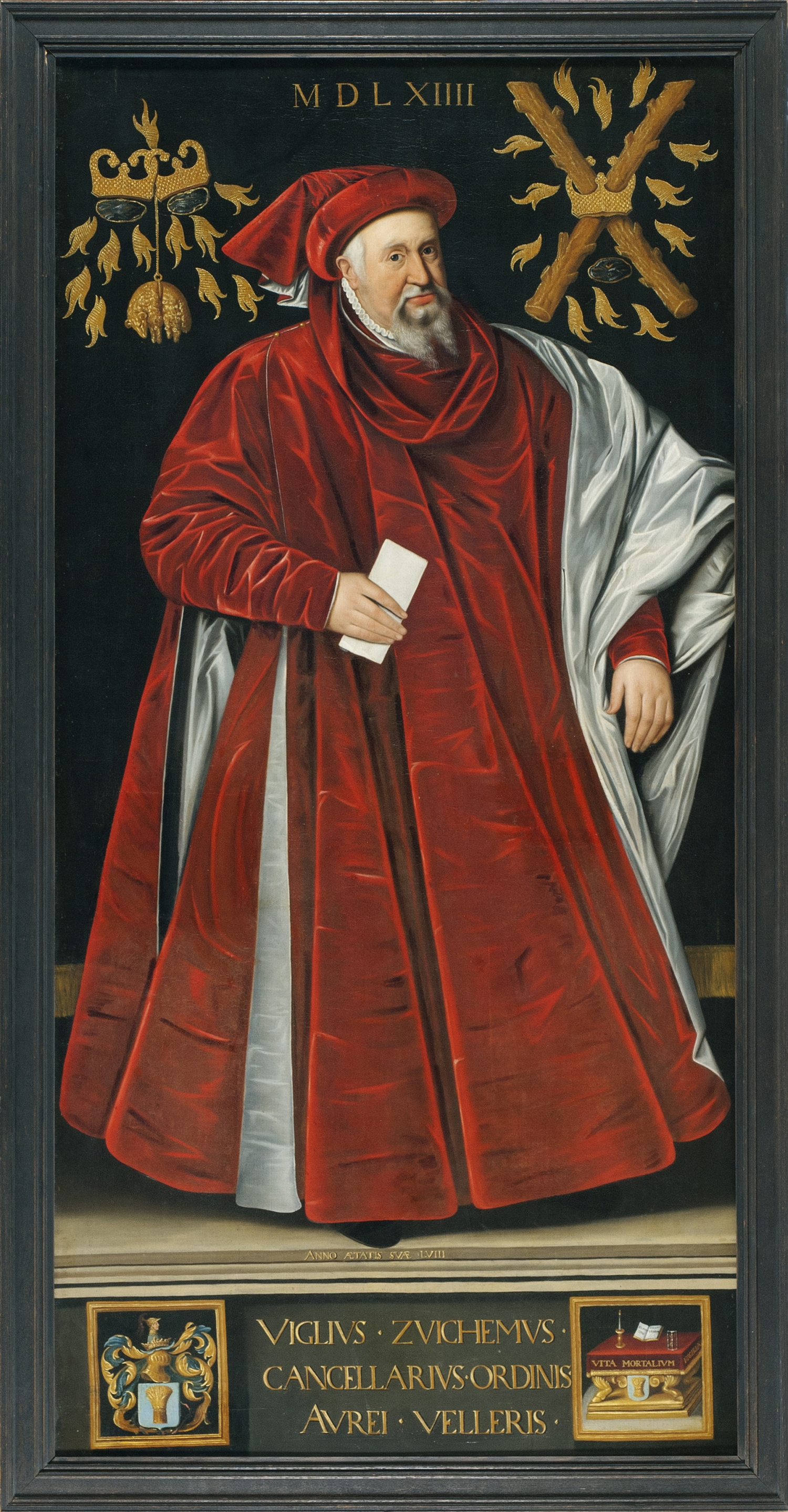
Portrait de Viglius van Aytta
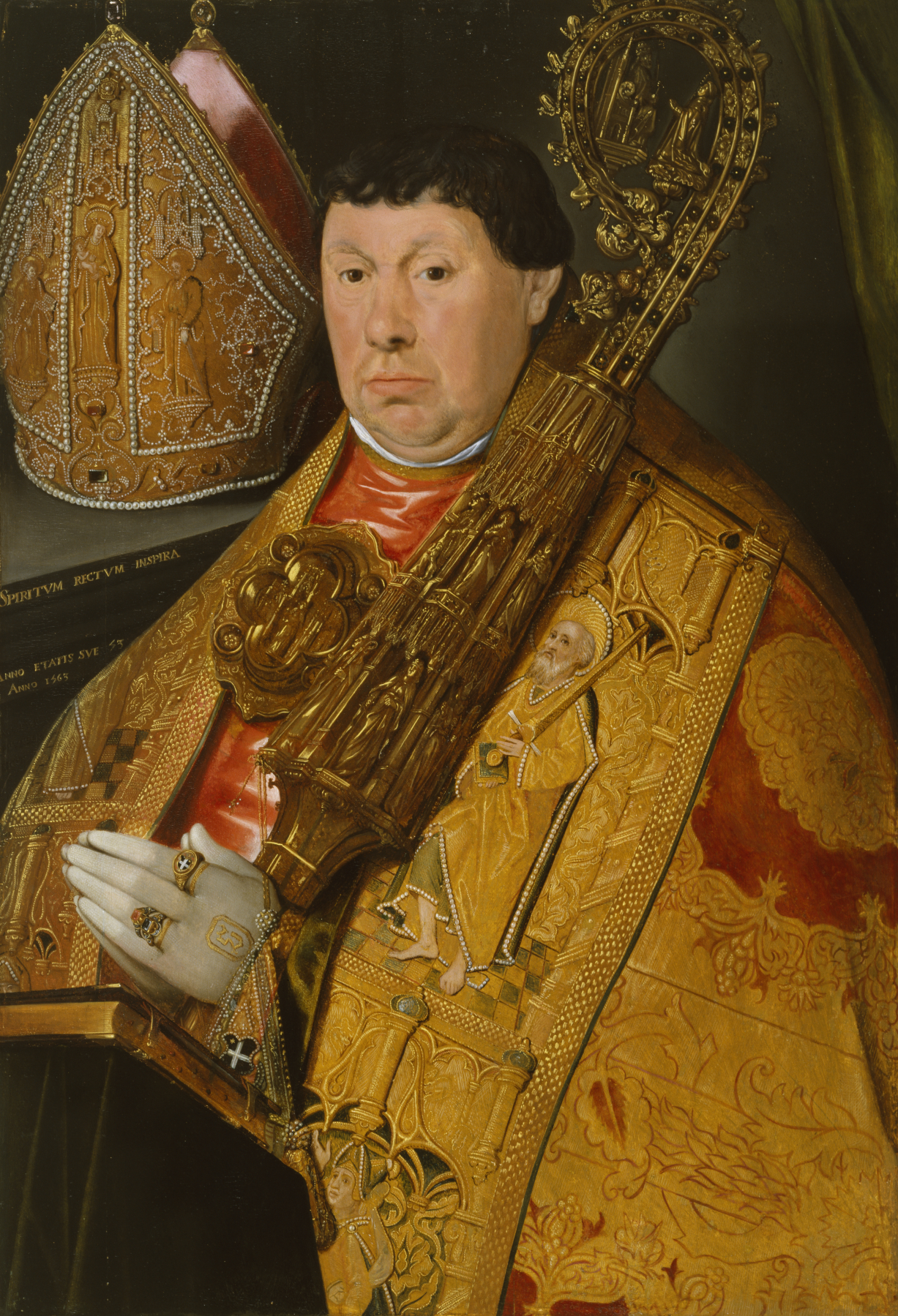
Portrait de l'abbé Nicholas à Spira
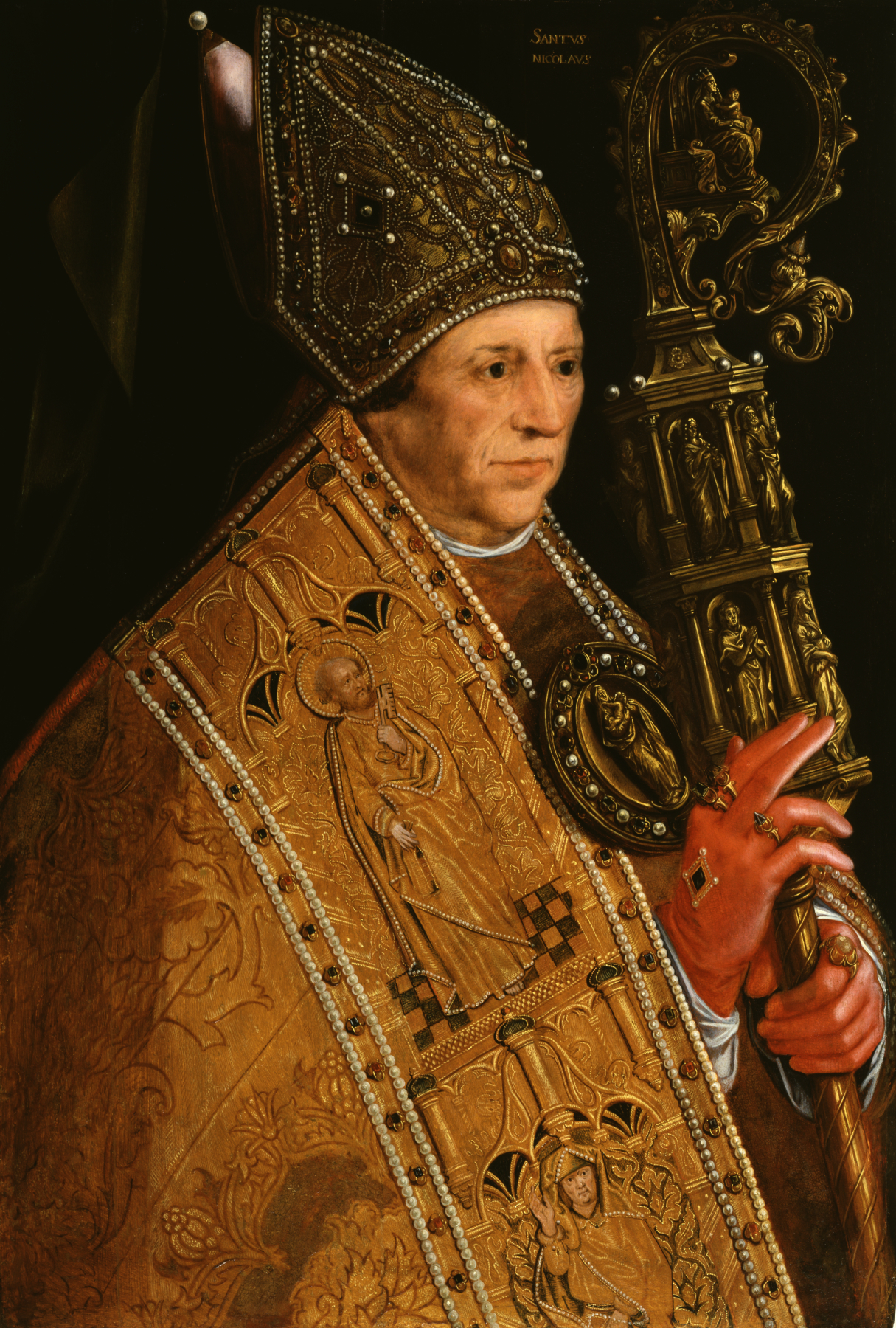
Portrait de saint Nicolas